# Witold Jurek
Witold Jurek (ur. 8 kwietnia 1949 w Gorzowie Wielkopolskim) – polski ekonomista, były rektor Akademii Ekonomicznej w Poznaniu, w latach 2008–2012 podsekretarz stanu w Ministerstwie Nauki i Szkolnictwa Wyższego.

## Życiorys
W 1968 ukończył technikum ekonomiczne w Gorzowie Wielkopolskim i rozpoczął studia na Wydziale Ekonomiki Produkcji Wyższej Szkoły Ekonomicznej w Poznaniu, które ukończył w 1973. W 1981 uzyskał stopień naukowy doktora, a w 1990 doktora habilitowanego nauk ekonomicznych ze specjalnością ekonometria. W 2002 otrzymał tytuł naukowy profesora nauk ekonomicznych.
Zawodowo związany z poznańską AE, był prorektorem tej uczelni i prodziekanem Wydziału Ekonomii. W latach 2002–2008 pełnił funkcję rektora Akademii Ekonomicznej w Poznaniu, kieruje Katedrą Ekonometrii tejże uczelni.
1 grudnia 2008 został powołany na stanowisko podsekretarza stanu w Ministerstwie Nauki i Szkolnictwa Wyższego. 10 lutego 2012 został odwołany z tego stanowiska.
Odznaczony m.in. Krzyżem Kawalerskim Orderu Odrodzenia Polski (2001).

## Wybrane publikacje
- Warunki techniczne a wzrost zrównoważony gospodarki leontiewowskiej (1990, rozprawa habilitacyjna)
- Magistrale w systemach typu Input-Output: wyniki badań empirycznych (1992, współautor, ISBN 83-85530-13-4)
- Ekonometria z zadaniami (1993, wspólnie z Bogusławem Guzikiem, ISBN 83-85530-05-3)
- Konstrukcja i analiza portfela papierów wartościowych o zmiennym dochodzie (2001, ISBN 83-88760-14-9)
- Podstawowe metody ekonometrii (2003, wspólnie z Bogusławem Guzikiem, ISBN 83-89224-90-9)
- Prognozowanie i symulacje: wybrane zagadnienia (2004, współautor, ISBN 83-7417-031-X)